# Qualitätsstandards in der Übersetzung
Unter Qualitätsstandards in der Übersetzung versteht man, dass es auch in der Linguistik ein Mindestmaß an Qualität gibt. Dieses muss erreicht werden, um etwas zu bestehen oder zugelassen zu werden.  Die Qualitätsstandards gelten als Orientierung in Sachen Qualitätsmanagement und dienen dem Übersetzer sowohl als ethische als auch rechtliche Verpflichtung gegenüber seinem Auftraggeber.

## DIN EN 15038:2006
Die Norm DIN EN 15038 wurde vom Europäischen Komitee für Normung (CEN) am 13. April 2006 verabschiedet und im Mai 2006 offiziell bekannt gegeben.
Die Normungsinstitute von 30 Mitgliedsländern sind gehalten, diese Norm zu übernehmen. Demnach ersetzt diese Norm die deutsche Vorläufernorm DIN 2345, die zum 31. Dezember 2006 vom Deutschen Institut für Normung zurückgezogen wurde.
Die Norm beinhaltet folgende Punkte:

### Anwendungsbereich
Durch die EN 15038 werden Anforderungen an den Übersetzungsdienstleister (personelle und technische Ressourcen), Qualitäts- und Projektmanagement, vertragliche Rahmenbedingungen und Verfahren zur Erbringung der Dienstleistung festgelegt.

### Begriffe
Begriffsdefinitionen, die für die Übersetzungsdienstleistung notwendig sind.

### Grundvoraussetzungen
- Personelle Ressourcen: Der Übersetzungsdienstleiter muss sicherstellen, dass die für die Übersetzungsdienstleistung ausgewählte Person die notwendige Qualifizierung dafür besitzt.
- Berufliche Kompetenz von Übersetzern: Ein Übersetzer muss eine übersetzerische Kompetenz, sprachliche und textliche Kompetenz in der Ausgangs- und Zielsprache, Recherchierkompetenz, Informationsgewinnung und -verarbeitung, kulturelle Kompetenz und fachliche Kompetenz aufweisen. Voraussetzungen für die Qualifizierung als Übersetzer sind, dass die Person mindestens einen Hochschulabschluss, eine vergleichbare Übersetzungsausbildung oder fünf Jahre professionelle Übersetzungserfahrung haben muss.
- Technische Ressourcen : Der Übersetzungsdienstleister muss die notwendigen technischen Einrichtungen, wie zum Beispiel zur Speicherung, Bereitstellung, Archivierung und Entsorgung von Dokumenten und Daten, Hard- und Software sowie den Zugang zu erforderlichen Informationsquellen und -medien sicherstellen.
- Qualitätsmanagementsystem:Der Übersetzungsdienstleiter muss über ein dokumentiertes Qualitätsmanagementsystem verfügen. Dieses beinhaltet die Zielsetzung, ein Verfahren zur Überwachung der Qualität und gegebenenfalls Korrekturmaßnahmen nach erfolgter Lieferung sowie ein Verfahren zur Handhabung aller vom Kunden zur Verfügung gestellten Informationen und Unterlagen.
- Projektmanagement: Die Überwachung der Projektdurchführung nach den Verfahren des Übersetzungsdienstleiters und der Vereinbarung mit dem Kunden erfolgt durch einen Projektmanager.

### Beziehung zwischen dem Kunden und dem Übersetzungsdienstleister
- Allgemeines: Es müssen dokumentierte Verfahren zur Analyse des Projekts, zum Angebot und Vertrag vorhanden sein.
- Anfragenbearbeitung und Durchführbarkeit: Der Übersetzungsdienstleister prüft die Anfragen des Kunden in Bezug auf die Anforderungen, das heißt ob alle benötigten personellen und technischen Ressourcen verfügbar sind.
- Angebot: Das Angebot muss mindestens Informationen über Preis und Lieferbedingungen enthalten und wird dem Kunden vom Übersetzungsdienstleister unterbreitet.
- Vereinbarung zwischen dem Kunden und dem Übersetzungsdienstleister: Die Vereinbarung enthält kaufmännische Bedingungen und Dienstleistungsspezifikationen sowie Informationen über Copyright, Haftung, Geheimhaltungsvereinbarung, Beilegung von Rechtsstreitigkeiten und Qualitätssicherung
- Umgang mit projektbezogenen Informationen des Kunden: Der Übersetzungsdienstleister bemüht sich um weiterführende Informationen zum Projekt und zur Klärung von mehrdeutigen Stellen im Ausgangstext.
- Projektabschluss: Es gibt dokumentierte Prozesse zur Freigabe und Archivierung sowie zur Rückverfolgbarkeit des Projektablaufs sowie zur Bewertung der Kundenzufriedenheit.

### Arbeitsprozesse für die Erbringung von Übersetzungsdienstleistungen
- Allgemeines: Die vereinbarte Mindestarchivierungsfrist zwischen Übersetzungsdienstleister und Kunde muss eingehalten werden.
- Management von Übersetzungsprojekten: Es müssen Prozesse vorhanden sein, die die Abwicklung, den Kundenkontakt und die Qualitätssicherung regeln. Dazu gehört zum Beispiel die Überwachung des Vorbereitungsprozesses, die Auswahl von Übersetzern und Korrektoren, genaue Anweisungen, die Überwachung der Konsistenz innerhalb der Übersetzung und des Prozesszeitplans, die ausreichende Kommunikation und das Ereilen der Freigabe für die Lieferung.
- Vorbereitung: Die Vorbereitung beinhaltet alle administrativen, technischen und sprachlichen Aspekte der speziellen Anforderungen. Die administrativen Aspekte umfassen die Projektregistrierung und die Projektzuweisung. Zu den technischen Aspekten zählen die technischen Ressourcen und die Übersetzungsvorbereitungen. Die sprachlichen Aspekte beinhalten die Ausgangstextanalyse, die Terminologiearbeit und die Stilrichtlinien.
- Übersetzungsprozess: Die Übersetzung muss den Regeln der Zielsprache und dem Übersetzungsauftrag entsprechen. Geachtet wird dabei auf Terminologie, Grammatik, Lexik, Stil, Locale, Formatierung und Zielgruppe sowie Zweck der Übersetzung. Die Erstübersetzung muss vom Übersetzer überprüft werden, ein anderer Korrektor liest zum zweiten Mal Korrektur. Dessen Korrekturmaßnahmen müssen beachtet und eingearbeitet werden. Ist eine fachliche Prüfung vorgesehen wird der Text noch einmal auf die Zwecktauglichkeit der Übersetzung überprüft. Zum Teil ist vor der Freigabe noch eine Fahnenkorrektur notwendig. Die Freigabe erfolgt, wenn die Dienstleistung die Anforderungen erfüllt.

### Mehrwertdienstleistungen
Unter Mehrwertdienstleistungen versteht man Dienstleistungen, die vom Übersetzungsdienstleister zusätzlich zur Übersetzungsdienstleistung erbracht werden.
Ist dies der Fall, muss der Übersetzungsdienstleiter darauf achten, dass das gleiche Qualitätsniveau, wie in dieser Norm beschrieben, erbracht wird.
In Deutschland können Übersetzungsdienstleister, die sich selbst verpflichten, nach dieser Norm zu arbeiten, sich beim Zertifizierungsunternehmen DIN CERTO registrieren lassen und damit das DIN-geprüft-Zeichen verwenden. Dieses Zeichen kann wiederum bei nachweisbaren Verstößen gegen die Norm aberkannt werden.
Um zu überprüfen, ob den Anforderungen nachgegangen wird, kann sich ein Übersetzer bei einem Zertifizierungsunternehmen (beispielsweise bei Language Industry Certification System (LICS)) zertifizieren lassen.

## Bundesverband der Dolmetscher und Übersetzer (BDÜ)
Des Weiteren existiert in Deutschland seit 1955 der Bundesverband der Dolmetscher und Übersetzer mit 7500 Mitgliedern, welche ungefähr 80 % aller organisierten Übersetzer und Dolmetscher in Deutschland ausmachen. Er unterstützt als kompetenter Partner von Wirtschaft, Wissenschaft, Politik, Justiz und Gesellschaft die Interessen seiner Mitgliedsverbände und Einzelmitglieder. Dabei steht er für hohe Qualitätsstandards und achtet auf die Einhaltung fachlicher und ethischer Normen der Berufsausbildung. Zudem engagiert sich der BDÜ für die öffentliche Wahrnehmung und Anerkennung der Arbeit von Übersetzern und Dolmetschern. Die hohen Qualitätsstandards werden durch kontinuierliche Weiterbildung, Kommunikation zwischen Mitgliedsverbänden und Einzelmitgliedern sowie Kooperation mit Partnerverbänden aufrechterhalten. Der Hauptvorteil der Mitglieder besteht dabei darin, dass sie in der Internetdatenbank des BDÜs vertreten sind und somit von potentiellen Kunden gesucht werden können. Vor der Aufnahme in den BDÜ wird jeder Übersetzer bzw. Dolmetscher auf die Einhaltung bestimmter beruflicher Voraussetzungen (z. B. einschlägige Ausbildung) überprüft und nur dann aufgenommen, wenn diese eingehalten werden.

## CGSB 131.10-2008
Der kanadische Übersetzungsstandard erfolgt nach der CAN/CGSB-131.10-2008 und wurde vom Canadian General Standards Board (kanadisches Normungsgremium) entwickelt und durch den Standards Council of Canada genehmigt. Dieser Standard ist eine Abänderung des europäischen Standards EN 15038:2006. Er kombiniert die Maßgaben des europäischen Standards sowohl mit sprachlichen als auch inhaltlichen Anpassungen, die die kanadische Perspektive widerspiegeln sollen.
In Kanada lassen sich immer mehr Übersetzungsunternehmen, beispielsweise durch die AILIA (Language Industry Association of Canada), zertifizieren. Dieses Zertifikat basiert auf der CGSB-131.10-2008 und ist mittlerweile in der Übersetzungsbranche fast unverzichtbar geworden. Anhand der Prüfungen der Qualität der Übersetzer durch die AILIA wird eine hohe Professionalität bei den bewerbenden Übersetzern sichergestellt. Da hierdurch den potentiellen Kunden auf transparente Art und Weise gezeigt wird, dass man nach dem standardisierten Prozess vorgeht, können die zertifizierten Unternehmen sowohl innerhalb als auch außerhalb Kanadas mit der Aufnahme in die AILIA werben.

## ASTM F2575-06
Der amerikanische Übersetzungsstandard, der 2006 entwickelt wurde, ist der ASTM F2575-06 Standard Guide for Quality Assurance in Translation. Er dient als eine Art Leitlinie für Kunden und alle am Übersetzungsprozess Beteiligten, enthält jedoch keine spezifischen Kriterien für die Übersetzung beziehungsweise die Qualität dieser. In den USA gibt es keinen nationalen Standard, nach dem sich Übersetzungsunternehmen zertifizieren lassen können.